# Acropolis rallye 2004
Acropolis rallye 2004 byla šestou soutěží mistrovství světa v rallye 2004. Soutěž byla pořádána ve dnech 3. až 6. června, trať měřila 377,4 km a měla 22 rychlostních zkoušek. Zvítězil zde Petter Solberg na voze Subaru Impreza WRC. Poprvé zde byl použit systém Superally, kdy byl hodnocen každý den soutěže. Po dlouhé přestávce zde nastoupil tým Škoda Motorsport a český soukromý jezdec Roman Kresta. 

## Průběh soutěže
Kresta začal soutěž na osmé pozici. Ve třetím testu dojel havarovaný vůz, narazil do něj a ze soutěže musel odstoupit. Po čtvrtém testu se do vedení dostal Solberg a první pozici udržel i přes drobné problémy s brzdami. Na konci druhé etapy dostal půlminutovou penalizaci za chybějící zástěrky. V tu dobu však měl dostatečný náskok a vedení udržel. Jeho týmový kolega Mikko Hirvonen havaroval v patnáctém testu a ze soutěže odstupoval na sedmé pozici. Sebastien Loeb zpočátku ztrácel, protože startoval z první pozice. V první etapě tak ztrácel, ale ve zbylých dvou ztrátu stáhl a vybojoval druhé místo. Druhý jezdec týmu Citroën Sport Carlos Sainz měl problémy s tlumiči a dojel až devatenáctý. Přesto vybojoval 3 body do poháru konstruktérů. Třetí pozici získal Harri Rovanperä s vozem Peugeot 307 CC WRC. S Loebem prohrál boj o druhou pozici, ale porazil Francoise Duvala. Marcus Grönholm vedl v prvních testech, ale udělal několik jezdeckých chyb a propadl se. Když se pokoušel ztrátu stáhnout, urval zadní kolo a ze soutěže odstoupil. Ve třetí zkoušce odstoupil Markko Märtin, který havaroval. Dokončil pouze druhý jezdec týmu Ford M-Sport Duval, který dojel čtvrtý. Jezdec týmu Mitsubishi Motors Motor Sport Gilles Panizzi skončil desátý a jeho týmový kolega Daniel Sola havaroval. Soutěž nedokončil ani jeden vůz týmu Škoda Motorsport. Armin Schwarz poškodil podvozek ve třetí zkoušce. Toni Gardemeister měl technické problémy a musel odstoupit.

## Výsledky
1. Petter Solberg, Phil Mills - Subaru Impreza WRC
2. Sebastian Loeb, Daniel Elena - Citroën Xsara WRC
3. Harri Rovanperä, Pietilainen - Peugeot 307 CC WRC
4. Francois Duval, Fortin - Ford Focus RS WRC
5. Daniel Carlsson, Andersson - Peugeot 206 WRC
6. Manfred Stohl, Ilka Minor - Peugeot 206 WRC
7. Jane Tuohino, Aho - Ford Focus RS WRC
8. Vovos, Em - Ford Focus RS WRC
9. Antony Warmbold, Price - Ford Focus RS WRC
10. Gilles Panizzi, Panizzi - Mitsubishi Lancer WRC